# 숍추드 템칠투
숍추드 템칠투(몽골어: Шовчууд Тэмцэлт, 중국식 이름: 시하이밍(席海明, Ши Хаймин), 1956년 8월 ~ )는 중화인민공화국의 반체제 민족주의 인사이다.

## 생애
중국 내몽골 자치구 나이만 기에서 태어났으며 1981년 초에 내몽골 사범 대학에서 중국 법률에 따라 내몽골에서 몽골족의 정체성을 지키기 위해 동료들과 함께 내몽골 학생 운동에 가입했다. 그의 활동으로 인해 중국 당국은 그를 감시 하에 두었다.
1982년 내몽골 사범 대학을 졸업하고 역사학과 학사 학위를 취득했다. 1990년에는 후허하오터에서 서점을 열었다. 1991년에는 몇몇 친구들과 함께 분리독립 선동 혐의로 중국 경찰에 체포되었다. 1993년에 아내, 딸과 함께 독일으로 이주했고 1997년에는 미국에서 내몽골 인민당을 창설하고 내몽골 분리독립을 목표로 제시했다.
1. ↑  내몽골 분리독립 조직 개요